# Тюренков, Иван Николаевич
Иван Николаевич Тюренков (род. 30 апреля 1943 года) — советский и российский фармаколог, член-корреспондент РАМН (2011), член-корреспондент РАН (2014).

## Биография
Родился 30 апреля 1943 года. В 1969 году окончил Волгоградский медицинский институт. В 1976 году защитил кандидатскую, а в 1987 году докторскую диссертацию. В 1988 году присвоено учёное звание профессора. 
В 2011 году избран членом-корреспондентом РАМН. В 2014 году стал членом-корреспондентом РАН (в рамках присоединения РАМН и РАСХН к РАН). В настоящее время — заведующий кафедрой фармакологии и биофармации факультета усовершенствования врачей Волгоградского государственного медицинского университета.

## Научная деятельность
Разработчик оригинального антигипертензивного средства карфедон, в настоящее время известен как фонтурацетам.
Автор более 850 работ, в том числе 8 монографий, около 50 патентов и авторских свидетельств на изобретение. Под его руководством защищено 9 докторских и более 40 кандидатских диссертаций.

## Награды
- Медаль ордена «За заслуги перед Отечеством» II степени (2005)[2]
- Заслуженный работник высшей школы Российской Федерации (2011)[3]